# Antiochos I. (Kommagene)

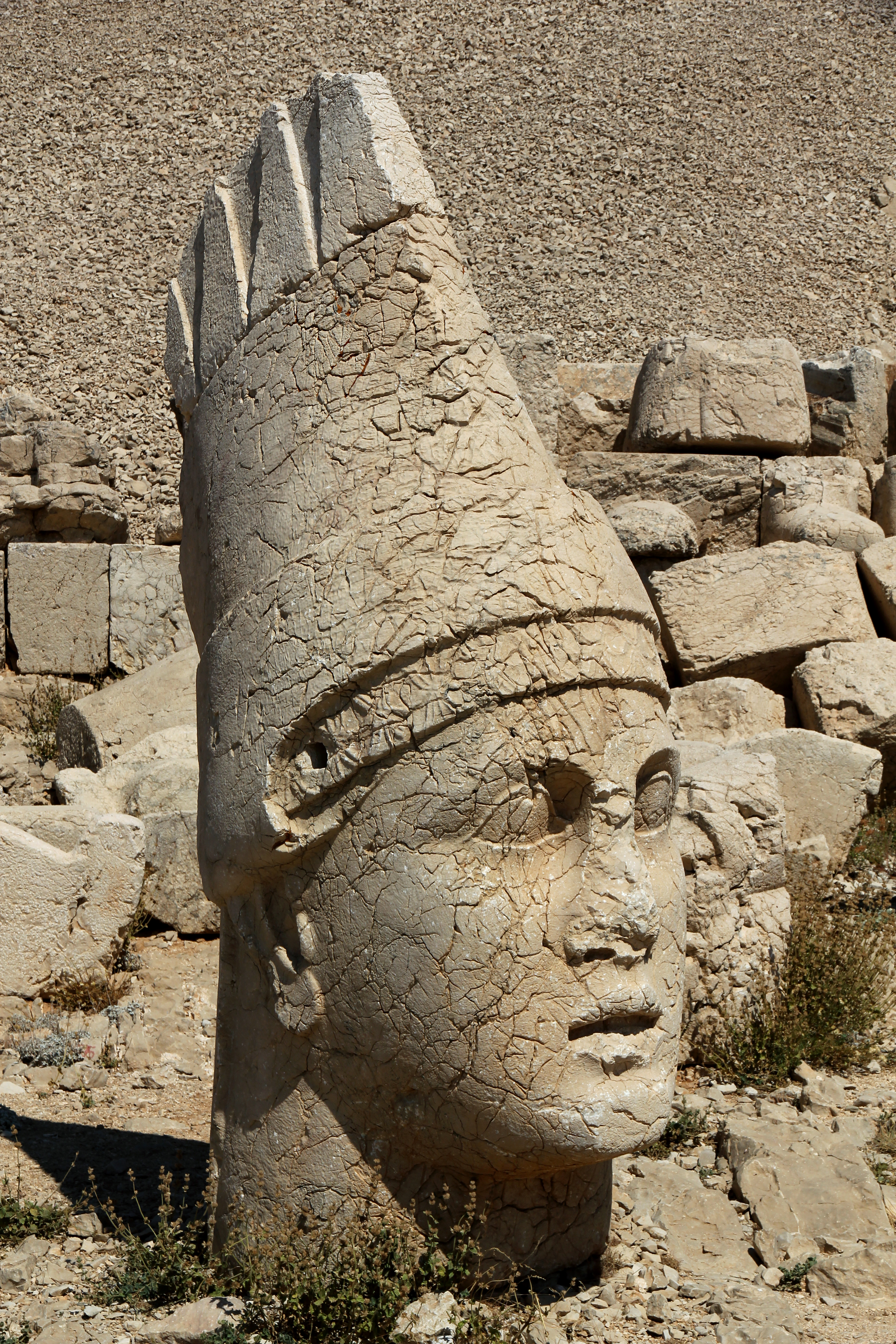
Kopf Antiochos I. am Hierothesion auf dem Nemrud Dağı

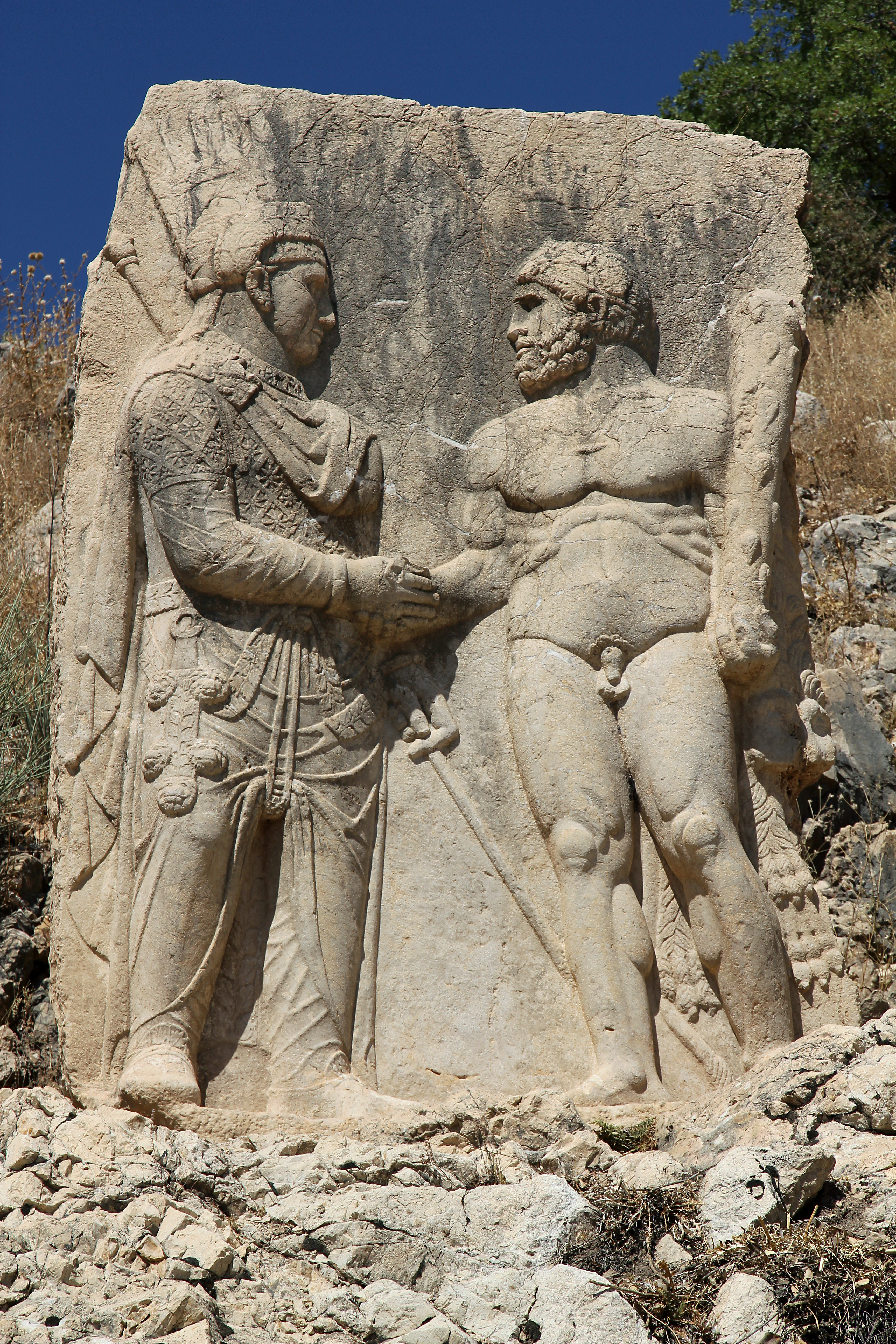
Antiochos (links) mit Herkules (rechts). Zu sehen auf einem Dexiosis-Relief aus Arsameia am Nymphaios

Antiochos I. Theos Dikaios Epiphanes Philorhomaios Philhellen (altgriechisch Ἀντίοχος ὁ Θεὸς Δίκαιος Ἐπιφανὴς Φιλορωμαῖος Φιλέλλην; † vor 31 v. Chr.) war der wichtigste König des anatolischen Reiches Kommagene und eine der schillerndsten Figuren des späten Hellenismus. Er regierte ab etwa 69 v. Chr. bis kurz vor 31 v. Chr.

## Leben
Antiochos I. war der Sohn von Mithridates I. Kallinikos und der seleukidischen Prinzessin Laodike, Tochter des syrischen Königs Antiochos VIII. Grypus. Diese Ehe war ein Arrangement gewesen, um den Frieden zwischen Kommagene und den Seleukiden zu sichern.
Erstmals wird Antiochos I. 69 v. Chr. anlässlich des Dritten Mithridatischen Krieges erwähnt, in dem die Römer gegen die Könige Mithridates VI. von Pontos und Tigranes II. von Armenien kämpften. Zunächst konnte Tigranes II. seine Herrschaft auf Nordsyrien und Mesopotamien ausdehnen, womit Antiochos I. unter seine Oberherrschaft geriet. Nachdem Lucullus den Armenierkönig in der Schlacht bei Tigranokerta (69 v. Chr.) entscheidend geschlagen hatte, zog er gegen Kommagene und griff dessen am Euphrat gelegene Hauptstadt Samosata an. Zwar ist nicht bekannt, ob ihm die Eroberung Samosatas gelang, doch fand sich Antiochos I. nach Unterhandlungen mit dem römischen Feldherrn zur Unterwerfung bereit. Der König von Kommagene durfte dafür seine Herrscherstellung behalten. 64 v. Chr. widersetzte er sich anfangs dem siegreichen Pompeius, der Lucullus als römischer Oberfeldherr am östlichen Kriegsschauplatz nachgefolgt war. Doch bald dürfte er eine Annäherung an Pompeius gesucht haben, der seinerseits Antiochos I. erneut als König von Kommagene bestätigte und diesem außerdem die Herrschaft über die wichtige Festung Seleukeia am Euphrat und den angrenzenden Teil Mesopotamiens übertrug.
Antiochos I. nahm als König seine Religion, die eine hellenisierte Form des Zoroastrismus war, sehr ernst. Der Herrscherkult, den er für sich selbst einrichten ließ, verband griechische und orientalische Elemente. Er hinterließ eine große Zahl an griechischen Inschriften, die viel über diesen Kult offenbaren, in dessen Rahmen sich der lebende König ungewöhnlicherweise selbst als Gott (theos) verehren ließ. Die Könige von Kommagene führten ihre Abstammung sowohl auf das persische als auch auf das makedonisch-seleukidische Königshaus zurück. Dementsprechend war das Pantheon eine Mischung aus griechischen und persischen Göttern (z. B. Zeus-Ahura Mazda).
Nach der schweren Niederlage der römischen Armee unter Marcus Licinius Crassus in der Schlacht bei Carrhae gegen die Parther (53 v. Chr.) stand Antiochos I. weiterhin loyal auf Seite der Römer. Als die Parther unter Pakoros, dem Sohn des Königs Orodes II., 51 v. Chr. an den Euphrat zogen und nach Syrien einzufallen drohten, warnte der kommagenische König daher den römischen Senat sowie den Redner und Politiker Cicero, der damals als Statthalter von Kilikien amtierte, brieflich vor dieser Gefahr. Zwei Jahre später unterstützte er Pompeius in dessen Krieg gegen Caesar mit einem 200 Mann starken Hilfsheer, das hauptsächlich berittene Bogenschützen umfasste. Nachdem aber Caesar den Sieg über Pompeius davongetragen hatte, ging Antiochos I. schließlich zu den Parthern über und gab seine Tochter Laodike dem König Orodes II. zur Gemahlin.
40 v. Chr. unternahmen die Parther einen großen und zunächst erfolgreichen Einfall in die östlichen römischen Provinzen Syria und Asia. Publius Ventidius Bassus, der als Legat des römischen Triumvirn Marcus Antonius fungierte, schlug 38 v. Chr. das vom Prinzen Pakoros angeführte Partherheer entscheidend in der Schlacht am Gindaros. Ein Teil der überlebenden parthischen Krieger floh nach Kommagene zu Antiochos I. Dieser gewährte den Flüchtlingen Schutz und wollte sie nicht an Ventidius ausliefern. Der römische Feldherr zog daher gegen Kommagene, zumal ihn die reichen Schätze des Antiochos I. lockten. Die Belagerung von Samosata zog sich zwar wegen dessen starker Befestigung in die Länge, doch erreichte Ventidius durch Verhandlungen mit Antiochos I. die Zusage, dass dieser den Römern für deren Abzug 1000 Talente zahlen würde. Da erschien der auf die Erfolge des Ventidius eifersüchtige Antonius etwa im Juli 38 v. Chr. vor Samosata und löste seinen Legaten ab. Er setzte die Belagerung Samosatas fort, konnte aber infolge des heftigen von den Truppen des Antiochos I. geleisteten Widerstands weniger als sein Untergebener ausrichten. Schließlich zog er nach dem Abschluss eines ungünstigen Vertrags, der den Römern die Zahlung von nur 300 Talenten garantierte, wieder ab. Antonius durfte allerdings aufgrund des Herrschaftswechsels bei den Parthern – bei denen Phraates IV. an die Macht gekommen war – erwarten, dass Antiochos I. als deren Verbündeter künftig wegfiel, da Phraates IV. neben anderen Verwandten auch Antiochos’ Tochter und Orodes’ Gattin Laodike hatte beseitigen lassen. Außerdem erwarteten den Triumvirn dringendere Aufgaben an anderen Orten der noch nicht völlig befriedeten östlichen römischen Provinzen, u. a. Syrien.
Über die weitere Regierungszeit des Antiochos I. ist nichts bekannt. Laut dem antiken Geschichtsschreiber Cassius Dio wurde er auf Befehl des Phraates IV. ermordet. Sein Tod trat vor 31 v. Chr. ein, da in diesem Jahr bereits sein Sohn Mithridates II. regierte.
Antiochos’ wichtigstes und berühmtestes Erbe ist das Heiligtum auf dem Gipfel des Nemrut Dağı, über 2000 Meter über dem Meer. Im dortigen Hierothesion, einem Grabbezirk für Angehörige des königlichen Hauses, sind vermutlich die sterblichen Überreste von Antiochos I. begraben. In Arsameia am Nymphaios errichtete er zudem ein Hierothesion für seinen Vater Mithridates. Ein weiteres Heiligtum seines Königskultes lag bei Ancoz.
Aus der Ehe mit Isias gingen vier Kinder hervor. Zwei von ihnen (Mithridates II. und Antiochos II.) herrschten später als Könige.